# Mycomya notabilis
Mycomya notabilis är en tvåvingeart som först beskrevs av Rasmus Carl Staeger 1840.  Mycomya notabilis ingår i släktet Mycomya och familjen svampmyggor. Inga underarter finns listade i Catalogue of Life.